# Cabrino Fondulo
Cabrino Fondulo, né le 28 mars 1370 à Soncino et mort le 12 février 1425 à Milan, est un condottiere italien, seigneur de Crémone de 1406 à 1420.

## Biographie
Cabrino Fondulo était un soldat de fortune attaché à la famille Cavalcabò, qui a été à la tête du parti guelfe à Crémone. Il partagea les avantages que ses patrons retirèrent en 1402 de la mort de Jean Galéas Visconti, duc de Milan. Ugolino Cavalcabò fut délivré d’une prison où il avait été retenu, déclaré seigneur de Crémone et mis à la tête d’une ligue formée contre les Visconti. Cabrino Fondulo fut nommé son lieutenant ; on lui donna le commandement de la forteresse de Crémone et de plusieurs châteaux. Cependant, Ugolino ayant été fait prisonnier en 1404, trouva en 1406, lorsqu’il recouvra sa liberté, un de ses cousins nommé Carlo qui s’était emparé de la seigneurie de Crémone pendant sa captivité. Une guerre civile ruineuse pour la famille Cavalcabò, pour l’État de Crémone et pour le parti guelfe allait demarrer, lorsque Cabrino Fondulo offrit sa médiation comme serviteur de toute la famille. Il invita les deux Cavalcabò, avec tous leurs parents, tous les chefs du parti, tous les hommes considérés dans l’État, à un grand repas qu’il leur donna dans la forteresse le 26 juillet 1406 : tout à coup il se leva de table, et à ce signal convenu, ses gardes, se précipitant dans la salle, commencèrent par son ordre et sous ses yeux une  boucherie. Tous les Cavalcabò avec soixante-dix citoyens de Crémone furent massacrés, leurs corps jetés à la voirie, et au milieu de ce carnage Cabrino Fondulo se fit proclamer seigneur de Crémone. Gabrino conserva longtemps la seigneurie, fit la paix avec le duc de Milan et se joignit même à lui contre Ottobon Terzi, qu’il battit près de Castelletto le 19 juin 1408. Il accueillit dans Crémone en 1413 l’empereur Sigismond de Luxembourg et le pape Jean XXIII, qui venaient prendre des mesures pour le futur concile de Constance. Sigismond lui accorda le vicariat impérial de Crémone et légitima ainsi son usurpation. Cependant, lorsque le duc de Milan commença à se relever de son abaissement par  l’activité de Carmagnola, Cabrino Fondulo se trouva exposé à ses attaques. Il se défendit de 1417 à 1420. Il vendit alors Crémone au duc de Milan pour le prix de 55 000florins, se retirant au château de Castelleone. C’est là qu’ayant été trahi par son ami Oldrado, officier du duc de Milan, il fut enlevé en 1425 et conduit à Milan où il fut condamné à mort.